# Gladbrook
Gladbrook é uma cidade localizada no estado americano de Iowa, no Condado de Tama.

## Demografia
Segundo o censo americano de 2000, a sua população era de 1015 habitantes.
Em 2006, foi estimada uma população de 1014, um decréscimo de 1 (-0.1%).

## Geografia
De acordo com o United States Census Bureau tem uma área de
1,8 km², dos quais 1,8 km² cobertos por terra e 0,0 km² cobertos por água. Gladbrook localiza-se a aproximadamente 297 m acima do nível do mar.

## Localidades na vizinhança
O diagrama seguinte representa as localidades num raio de 20 km ao redor de Gladbrook.